# Comisia Națională de Strategie și Prognoză
Comisia Națională de Prognoză (CNP) este o instituție de stat din România, aflată în subordinea Secretariatului General al Guvernului.
Printre atribuțiile Comisiei Naționale de Prognoză se numără:
- coordonează sau participă la elaborarea de strategii și programe naționale de dezvoltare pe termen mediu și lung
- elaborează prognoze privind dezvoltarea economico-socială a României pe termen scurt, mediu și lung în corelare cu prevederile Programului de guvernare, a strategiilor naționale, sectoriale și regionale precum și pe baza tendințelor din economia națională și cea mondială

Istoricul CNP:
- 1990 — Ministerul Economiei și Finanțelor - Departamentul Previziune și Orientare Economică
- 1993 — Comisia Națională de Prognoză
- 1999 — Ministerul Finanțelor - Direcția Generală de Prognoză
- 2001 — Ministerul Dezvoltării și Prognozei
- 2003 — Comisia Națională de Prognoză